# Oxford Dictionary of Byzantium
Das Oxford Dictionary of Byzantium, abgekürzt ODB, ist ein erstmals im Jahr 1991 erschienenes dreibändiges englischsprachiges Nachschlagewerk zur Geschichte und Kultur des Byzantinischen Reiches, das von dem Verlag Oxford University Press verlegt wird. Es gilt als das Standard-Lexikon der Byzantinistik, wenngleich der Forschungsstand einzelner Beiträge inzwischen nicht mehr aktuell ist.
Herausgeber war der russisch-US-amerikanische Byzantinist Alexander Kazhdan, der viele Einträge selbst verfasst hat. Das Werk enthält mehr als 5.000 Lemmata über die Geschichte, Theologie, Literatur, Kunst, Kriegsführung und Demografie des Byzantinischen Reiches. Im Jahr 1991 gewann es als herausragendes wissenschaftliches Werk den R.-R.-Hawkins-Preis des Verbandes US-amerikanischer Verlage (Association of American Publishers).

## Ausgabe
- Alexander Kazhdan (Hrsg.): The Oxford Dictionary of Byzantium. 3 Bände. Oxford University Press, New York 1991, ISBN 0-19-504652-8.